# Hondura Tigre
Hondura Tigre är en ort i Mexiko.   Den ligger i kommunen San Luis Acatlán och delstaten Guerrero, i den sydöstra delen av landet, 280 km söder om huvudstaden Mexico City. Hondura Tigre ligger 866 meter över havet och antalet invånare är 223.
Terrängen runt Hondura Tigre är kuperad, och sluttar söderut. Runt Hondura Tigre är det ganska glesbefolkat, med 43 invånare per kvadratkilometer. Närmaste större samhälle är El Rincón, 11,4 km väster om Hondura Tigre. I omgivningarna runt Hondura Tigre växer huvudsakligen savannskog.